# Krioglobulinemija
Kríoglobulinemíja pomeni zvišano koncentracijo krioglobulina (abnormalnega gamaglobulina z zelo veliko molekulsko maso) v krvni plazmi.
Krioglobulini se pri nižjih temperaturah obarjajo, pri višjih pa ponovno raztopijo; v telesu se oborijo pri temperaturah, nižji od normalne telesne temperature (37 °C). Oborjeni skupki lahko zaprejo manjše krvne žile in posledično povzročijo gangreno na primer prstov na rokah in nogah. Pojavi se lahko pri različnih bolezenskih stanjih, kot sta multipli plazmocitom in hepatitis C. Krioglobuline običajno predstavljajo imunoglobulini M (IgM), usmerjeni proti regiji Fc imunoglobulinov G (IgG).

## Razvrščanje
Glede na Brouetovo razvrščanje poznamo tri tipe krioglobulinemije. Krioglobulinemija tipa I se najpogosteje pojavlja pri bolnikih limfoproliferativnih boleznih, kot sta multipli plazmocitom in Waldenströmova makroglobulinemija. Tipa II in III sta močno povezana z okužbo z virusom hepatitisa C, sam tip III pa z avtoimunskimi boleznimi, kot je revmatoidni artritis.
| Tip     | Sestava                                            | Delež                 | Opis |
| ------- | -------------------------------------------------- | --------------------- | --- |
| Tip I   | izoliranimonoklonski imunoglobulini                | 10–15 % vseh primerov | Sestavljeni so iz posameznih monoklonskih imunoglobulinskih paraproteinov (navadno IgM). Lahko jih predstavljajo le lahke verige in jih najdemo v seču (Bence-Jonesove beljakovine). V primeru ledvične odpovedi se lahko kopičijo v krvnem serumu. |
| Tip II  | imunski kompleksi, sestavljeni iz monoklonskih IgM | 50–60 % vseh primerov | Navadno imajo poliklonsko komponento, ki jo predstavljajo IgG, in monoklonsko komponento, ki jo običajno predstavljajo IgM ali IgA. Monoklonska komponenta izraža funkcijo revmatoidnega faktorja. IgM lahko prepozna intaktne IgG ali bodisi regijo Fab bodisi regijo Fc fragmentov IgG. Posledično večino krioglobulinov tipa II predstavljajo kompleksi IgM–IgG. |
| Tip III | imunski kompleksi, sestavljeni iz poliklonskih IgM | 25–30 % vseh primerov | So sorodni krioglobulinom tipa II, vendar so sestavljeni iz poliklonskih molekul IgM in IgG.. |

## Zdravljenje
Brezsimptomna krioglobulinemija ne zahteva posebnega zdravljenja. Zdravljenje je osredotočeno na bolezensko stanje, ki krioglobulinemijo povzroča, ter s tem zamejitev obarjanja krioglobulinov in posledičnih vnetnih procesov. Potrebno je testiranje na okužbo s HCV in po morebitni potrditvi okužbo zdraviti. Sama krioglobulinemija se lahko ublaži z zdravili, ki zavirajo imunski odziv. Nesteroidna protivnetna zdravila lahko pomagajo pri bolečinah v sklepih in utrujenosti. Ob prizadetosti organov, ki se kaže kot vaskulitis, ledvična bolezen, progresivne nevrološke spremembe in hude manifestacije na koži, se lahko uporabijo imunosupresivi (kortikosteroidi in/ali ciklofosfamid ali azatioprin).